# AKB48選拔總選舉
AKB48選拔總選舉（日语：／ Ēkēbī fōtīeito Senbatsu sōsenkyo */?）是日本女子偶像團體AKB48所舉辦，以類似政治選舉的方式，由歌迷從團內成員中投票決定單曲作品演唱者（即「選拔成員」）的活動，起始於2009年，每年以一張單曲為對象舉行一次，至2018年已舉行10屆，2019年後未再舉辦。各屆的正式名稱是「AKB48第○○張單曲選拔總選舉」（通常會有副標題），通稱「第○○屆AKB48選拔總選舉」。
AKB48選拔總選舉雖以AKB48為名，參選者實際上為AKB48集團日本國內旗下各團之所有成員，與「總選舉」這個名字相呼應。開辦初期為強制參選，之後導入「報名制」，讓成員們自由決定是否參選。由於活動規模日漸盛大，已成為AKB48最具代表性的活動之一。

## 歷屆列表
| 屆數   | 舉辦年 | 名稱                                                     | 開票活動場地                                     | 開票活動 主持人   | 奪冠者 （奪冠次數／得票數） | 該屆選拔成員演唱單曲 |
| ------ | ------ | -------------------------------------------------------- | ------------------------------------------------ | ----------------- | --------------------------- | -------------------- |
| 第1屆  | 2009年 | AKB48第13張單曲選拔總選舉 「向神發誓，這是真的」         | 赤坂BLITZ （東京都港區）                         | 戶賀崎智信 茅野忍 | 前田敦子 （1／3,489票）     | Maybe是藉口          |
| 第2屆  | 2010年 | AKB48第17張單曲選拔總選舉 「向母親發誓，這是真的」       | JCB HALL （東京都文京區）                        | 德光和夫 木佐彩子 | 大島優子 （1／31,448票）    | 無限重播             |
| 第3屆  | 2011年 | AKB48第22張單曲選拔總選舉 「今年也是來真的」             | 日本武道館 （東京都千代田區）                    | 德光和夫 木佐彩子 | 前田敦子 （2／139,892票）   | 飛翔入手             |
| 第4屆  | 2012年 | AKB48第27張單曲選拔總選舉 ～由歌迷選擇的64個議席～       | 日本武道館 （東京都千代田區）                    | 德光和夫 木佐彩子 | 大島優子 （2／108,837票）   | 格子花紋             |
| 第5屆  | 2013年 | AKB48第32張單曲選拔總選舉 ～一個人是看不見夢想的～       | 日產體育場 （神奈川縣橫濱市港北區）              | 德光和夫 木佐彩子 | 指原莉乃 （1／150,570票）   | 戀愛的幸運餅乾       |
| 第6屆  | 2014年 | AKB48第37張單曲選拔總選舉 夢的現在地～對手在哪裡？～     | 味之素體育場 （東京都調布市）                    | 德光和夫 木佐彩子 | 渡邊麻友 （1／159,854票）   | 心意告示牌           |
| 第7屆  | 2015年 | AKB48第41張單曲選拔總選舉 ～無法預測順位，大波瀾的一夜～ | 福岡Yahuoku!巨蛋 （福岡縣福岡市中央區）          | 德光和夫 木佐彩子 | 指原莉乃 （2／194,049票）   | Halloween Night      |
| 第8屆  | 2016年 | AKB48第45張單曲選拔總選舉 ～我們該跟隨著誰前進？～       | HARD OFF ECO Stadium 新潟 （新潟縣新潟市中央區） | 德光和夫 木佐彩子 | 指原莉乃 （3／243,011票）   | LOVE TRIP/分享幸福   |
| 第9屆  | 2017年 | AKB48第49張單曲選拔總選舉 ～先來戰鬥吧！故事由此開始～   | 豐見城市立中央公民館 （沖繩縣豐見城市）          | 德光和夫 木佐彩子 | 指原莉乃 （4／246,376票）   | #就是喜歡你          |
| 第10屆 | 2018年 | AKB48第53張單曲世界選拔總選舉 ～誰是世界的Center?～      | 名古屋巨蛋 （愛知縣名古屋市東區）                | 德光和夫 木佐彩子 | 松井珠理奈 （1／194,453票） | 感傷列車             |

### 曾于总选进入前7名的成员
| 成员       | 所属团体 | 届 数 | 过去名次 | 过去名次 | 过去名次 | 过去名次 | 过去名次 | 过去名次 | 过去名次 | 过去名次 | 过去名次 | 过去名次 |
| 成员       | 所属团体 | 届 数 | 1        | 2        | 3        | 4        | 5        | 6        | 7        | 8        | 9        | 10       |
| ---------- | -------- | ----- | -------- | -------- | -------- | -------- | -------- | -------- | -------- | -------- | -------- | -------- |
| 前田敦子   | AKB48    | 3     | 01       | 02       | 01       | 不       | 毕       | 毕       | 毕       | 毕       | 毕       | 毕       |
| 大島優子   | AKB48    | 5     | 02       | 01       | 02       | 01       | 02       | 不       | 毕       | 毕       | 毕       | 毕       |
| 篠田麻里子 | AKB48    | 5     | 03       | 03       | 04       | 05       | 05       | 毕       | 毕       | 毕       | 毕       | 毕       |
| 渡边麻友   | AKB48    | 9     | 04       | 05       | 05       | 02       | 03       | 01       | 03       | 02       | 02       | 毕       |
| 高橋南     | AKB48    | 5     | 05       | 06       | 07       | 06       | 08       | 09       | 04       | 不       | 毕       | 毕       |
| 小嶋陽菜   | AKB48    | 4     | 06       | 07       | 06       | 07       | 09       | 08       | 不       | 16       | 毕       | 毕       |
| 板野友美   | AKB48    | 2     | 07       | 04       | 08       | 08       | 11       | 毕       | 毕       | 毕       | 毕       | 毕       |
| 柏木由紀   | AKB48    | 6     | 09       | 08       | 03       | 03       | 04       | 03       | 02       | 05       | 不       | 不       |
| 指原莉乃   | HKT48    | 6     | 27       | 19       | 09       | 04       | 01       | 02       | 01       | 01       | 01       | 不       |
| 松井珠理奈 | SKE48    | 6     | 19       | 10       | 14       | 09       | 06       | 04       | 05       | 03       | 03       | 01       |
| 松井玲奈   | SKE48    | 2     | 29       | 11       | 10       | 10       | 07       | 05       | 不       | 毕       | 毕       | 毕       |
| 山本彩     | NMB48    | 3     | 前       | 前       | 28       | 18       | 14       | 06       | 06       | 04       | 不       | 不       |
| 島崎遥香   | AKB48    | 1     | 前       | 28       | 圏外     | 23       | 12       | 07       | 09       | 08       | 毕       | 毕       |
| 宮脇咲良   | HKT48    | 4     | 前       | 前       | 前       | 47       | 26       | 11       | 07       | 06       | 04       | 03       |
| 須田亚香里 | SKE48    | 3     | 前       | 圏外     | 36       | 29       | 16       | 10       | 18       | 07       | 06       | 02       |
| 荻野由佳   | NGT48    | 2     | 前       | 前       | 前       | 前       | 前       | 前       | 前       | 95       | 05       | 04       |
| 横山由依   | AKB48    | 2     | 前       | 圏外     | 19       | 15       | 13       | 13       | 10       | 11       | 07       | 06       |
| 岡田奈奈   | AKB48    | 1     | 前       | 前       | 前       | 前       | 圏外     | 51       | 29       | 14       | 09       | 05       |
| 武藤十夢   | AKB48    | 1     | 前       | 前       | 前       | 49       | 45       | 24       | 16       | 10       | 不       | 07       |

- 前：加入组合之前、不：未报名参加总选举、毕：自组合毕业而不参加总选
- 指原截至第4届总选所属于AKB48。
- 小嶋在第8届以「娘娘假面[錨點失效]」名义参与总选，并在宣布名次后现场揭露身份。

## 有投票資格者
投票權開放予符合下列資格者。
- 各屆對象單曲CD的購入者
  - 第1屆：惊喜之泪！
  - 第2屆：馬尾與髮圈
  - 第3屆：Everyday、髮箍
  - 第4屆：仲夏的Sounds good!
  - 第5屆：再見自由式
  - 第6屆：拉布拉多獵犬
  - 第7屆：我們不戰鬥
  - 第8屆：不需要翅膀
  - 第9屆：空有願望
  - 第10屆：Teacher Teacher

此外，第1－2屆限制僅購入普通盤、第3－4屆限制僅購入普通盤與初回限定盤的CD版本才可投票。第5屆起則為單曲CD所有版本的購入者均可投票。而在第10届，由于选举冠以“世界”名号，往年并无投票权的单曲台压盘也首度给与投票资格。
- AKB48官方歌迷俱樂部會員

第1－3屆為「柱之會」，第4屆起則為「二本柱之會」。
- 各種官方付費服務會員
  - AKB48官方手機APP會員（第4屆 - ）
  - AKB48 OFFICIAL NET會員（第4屆 - ）
  - AKB48集團各官方手機網站會員
    - AKB48 Mobile（第1屆 - ）
    - SKE48 Mobile（第2屆 - ）
    - NMB48 Mobile（第3屆 - ）
    - HKT48 Mobile（第4屆 - ）
    - NGT48 Mobile（第8屆 - ）
    - STU48 Mobile（第9屆）

  - AKB48集團各團體官方電子郵件服務月費制會員
    - AKB48 Mail（第8屆 - ）
    - SKE48 Mail（第8屆 - ）
    - NMB48 Mail（第8屆 - ）
    - HKT48 Mail（第8屆 - ）
    - NGT48 Mail（第8屆 - ）
    - STU48 Mail（第10屆）

  - DMM.com所提供之以下月費吃到飽制服務會員
    - AKB48 LIVE!! ON DEMAND（第1屆 - ）
    - SKE48 LIVE!! ON DEMAND（第4屆 - ）
    - NMB48 LIVE!! ON DEMAND（第5屆 - ）
    - HKT48 LIVE!! ON DEMAND（第5屆 - ）
    - NGT48 LIVE!! ON DEMAND（第8屆 - ）
    - AKB48集團 REVIVAL!! ON DEMAND（第8屆 - ）

- 開票日當天，在開票活動前舉行的「AKB48集團演唱會」之購票者（第8屆、第10屆）

## 有候選資格者
原則上，SDN48以外的日本國內AKB48集團全部成員均具有被選舉權。第4屆以前排除已預定畢業之成員的參選資格，第5屆起導入「報名制」之後，允許已預定畢業者報名參選（第6屆除外），沒有宣布畢業的成員也可選擇不參選。通常有報名參選資格的成員，為該屆總選舉公告日時在籍者，但有兩屆將總選舉公告日之後才加入的成員以特例允許參選，分別為第6屆的AKB48 Team 8、以及第9屆的STU48一期生。另外，第5屆特別允許有4年以上在籍經驗的畢業成員報名參選。
關於AKB48集團海外（日本以外）各團成員的參選狀況，第9屆以前僅允許從AKB48移籍海外各團的成員報名參選，第10屆則首度開放海外各團的所有成員報名參選。
| 屆 | AKB48集團 | AKB48集團 | AKB48集團 | AKB48集團 | AKB48集團 | AKB48集團 | AKB48集團 | AKB48集團 | AKB48集團 | AKB48集團 | 預定畢業者 | OG （已畢業者） | 腳註 |
| 屆 | AKB48     | SKE48     | NMB48     | HKT48     | NGT48     | STU48     | JKT48     | SNH48     | BNK48     | TPE48     | 預定畢業者 | OG （已畢業者） | 腳註 |
| -- | --------- | --------- | --------- | --------- | --------- | --------- | --------- | --------- | --------- | --------- | ---------- | --------------- | ---- |
| 01 | ○         | ○         |           |           |           |           |           |           |           |           | ×          | ×               |      |
| 02 | ○         | ○         | ×         | ×         |           |           |           |           |           |           |            |                 |      |
| 03 | ○         | ○         | ○         | ×         | ×         |           |           |           |           |           |            |                 |      |
| 04 | ○         | ○         | ○         | ○         | -         | ×         | ×         |           |           |           |            |                 |      |
| 05 | ○         | ○         | ○         | ○         | △         | △         | ○         | ○         | [ 13 ]    |           |            |                 |      |
| 06 | ○         | ○         | ○         | ○         | △         | △         | ×         | ×         | [ 10 ]    |           |            |                 |      |
| 07 | ○         | ○         | ○         | ○         | [ 注 10 ] | △         | △         | ○         | ×         | [ 15 ]    |            |                 |      |
| 08 | ○         | ○         | ○         | ○         | ○         | △         | [ 注 11 ] | ○         | ×         | [ 16 ]    |            |                 |      |
| 09 | ○         | ○         | ○         | ○         | ○         | ○         | △         |           | [ 注 12 ] | ○         | ×          | [ 18 ]          |      |
| 10 | ○         | ○         | ○         | ○         | ○         | ○         | ○         | ○         | ○         | ○         | ×          | [ 14 ] [ 19 ]   |      |

※ 標示說明：
- ○ - 可參選。
- △ - 從AKB48移籍者可參選。
- × - 不可參選。

### 報名制
AKB48選拔總選舉自第5屆（2013年）起實施「報名制」（日文稱為「立候補制」，即「登記參選」之意），成員可依個人意向來決定是否參選。投票進行前2個月，會選擇數天做為參選的報名時間。導入報名制的是原因是為了「尊重各成員的意願」；然而與此相反，有成員曾透露營運方的工作人員會強烈鼓勵成員們參選。參加總選舉稱為「出馬」，不參加則稱為「辭退」或「不出馬」。此外，已報名參選的成員可能因個人狀況而撤回參選申請。
總選舉導入報名制後，大部分成員仍會選擇報名參選。不報名參加總選舉者，以曾在總選舉取得上位排名、並有考慮畢業的成員占多數，也有成員基於對總選舉的各種態度而選擇不報名參選。不報名參選，就意味著至少無法參加下一張單曲的演唱；但也有人認為，光憑在總選舉得到好的順位、成為一首單曲的選拔成員，是無法彰顯身為一位成員的重要性的。以年長的人氣成員為例，在總選舉取得上位排名，其實對於自身的演藝工作並沒有多大影響，這段時間還是可以選擇專注於以個人名義從事的演藝工作。另外，如果以讓位給自己的後輩成員為考量而不報名參選，會被認為是「勇退」而不是「辭退」，而這兩者是有很大差別的。有部分成員被認為能在總選舉取得不錯的排名，但最後選擇不參選；例如以具有鮮明個性的角色建立起地位的木下百花（原NMB48）從第6屆起連續4次不參選，以重視劇場公演為考量的村山彩希（AKB48）則是從第7屆起連續4次不參選。原本應該透過參選來增加知名度的年輕成員，也有一定數量選擇不參選。進一步說，有成員認為只要沒有離開AKB48集團就會參選，但也會有成員對於是否要參選存有疑問。
另一方面，部分成員出於各種考量，會發表「最後一次參選」的宣言，大多是已預定畢業者；但也有部分曾發表「最後一次參選」宣言的成員，在隔年撤回宣言繼續參選。

## 當選名額
第1－3屆的得票前21名、第4屆起的得票前16名，可以做為選拔成員演唱AKB48的單曲（標題曲），其中第1名即為該單曲的Center（中心成員）。沒有成為選拔成員、但有進入當選名單的成員，則會組成「Under Girls」等數個組別，各組擁有各自的專屬歌曲（總選舉選拔單曲之收錄曲）、並由名次最高者擔任Center。進入當選名單者稱為「圈內」（圏内），反之落選者則稱為「圈外」（圏外）。
目前AKB48選拔總選舉的當選名單，分為演唱單曲的選拔成員／選拔組，以及演唱單曲收錄曲的Under Girls（アンダーガールズ）、Next Girls（ネクストガールズ）、Future Girls（フューチャーガールズ）、以及Upcoming Girls（アップカミングガールズ）；5個組別的人數均為16人，當選名額總計為80人。第10屆由於是「世界選拔」，因此在Upcoming Girls後又追加設置20人的「世界選拔總選舉紀念名額」（世界選抜総選挙記念枠），當選總額則擴大至100人。
| 屆    | 當選組別            | 當選組別             | 當選組別             | 當選組別             | 當選組別             | 當選組別              | 腳註                       |
| ----- | ------------------- | -------------------- | -------------------- | -------------------- | -------------------- | --------------------- | -------------------------- |
| 1     | 選抜 成員           | Under Girls          |                      |                      |                      |                       | [ 31 ]                     |
| 1     | 第1 - 21名 （21人） | 第22 - 30名 （9人）  |                      |                      |                      |                       | [ 31 ]                     |
| 2・3  | 選抜 成員           | Under Girls          |                      |                      |                      |                       | [ 32 ] [ 33 ]              |
| 2・3  | 第1 - 21名 （21人） | 第22 - 40名 （19人） |                      |                      |                      |                       | [ 32 ] [ 33 ]              |
| 4・5  | 選抜 成員           | Under Girls          | Next Girls           | Future Girls         |                      |                       | [ 34 ] [ 35 ]              |
| 4・5  | 第1 - 16名 （16人） | 第17 - 32名 （16人） | 第33 - 48名 （16人） | 第49 - 64名 （16人） |                      |                       | [ 34 ] [ 35 ]              |
| 6 - 9 | 選抜 成員           | Under Girls          | Next Girls           | Future Girls         | Upcoming Girls       |                       | [ 36 ] [ 37 ] [ 4 ] [ 38 ] |
| 6 - 9 | 第1 - 16名 （16人） | 第17 - 32名 （16人） | 第33 - 48名 （16人） | 第49 - 64名 （16人） | 第65 - 80名 （16人） |                       | [ 36 ] [ 37 ] [ 4 ] [ 38 ] |
| 10    | 世界選抜 成員       | Under Girls          | Next Girls           | Future Girls         | Upcoming Girls       | 紀念名額              | [ 30 ] [ 39 ]              |
| 10    | 第1 - 16名 （16人） | 第17 - 32名 （16人） | 第33 - 48名 （16人） | 第49 - 64名 （16人） | 第65 - 80名 （16人） | 第81 - 100名 （20人） | [ 30 ] [ 39 ]              |

此外，第1－3屆又從選拔組中選出得票前12名編為「媒體選拔」（メディア選抜），相對於其他得票數較少的選拔成員，該編組的成員可優先在電視、雜誌等媒體管道演出。
第4屆時將該屆的圈外173人稱為「Waiting Girls」（ウェイティングガールズ），並同時實施在34家出版社的34本雜誌登載個人平面寫真的特別企劃，也擁有專屬歌曲（總選舉選拔單曲之收錄曲）。「Waiting Girls」這個名稱之後由《週刊Playboy》為每屆的選舉結果特別出版的《泳裝驚喜發表》（水着サプライズ発表）寫真Mook沿用，仍然做為圈外成員的總稱。第8屆起，又在開票活動後舉行的選後演唱會上，以「延長戰」（延長戦）的名義公布圈外成員中得票第81 - 100名之名單。

## 過程
| 届                          | 1                | 2                | 3                | 4                | 5                | 6                | 7                 | 8                        | 9                 | 10                |
| --------------------------- | ---------------- | ---------------- | ---------------- | ---------------- | ---------------- | ---------------- | ----------------- | ------------------------ | ----------------- | ----------------- |
| 举办年                      | 2009年           | 2010年           | 2011年           | 2012年           | 2013年           | 2014年           | 2015年            | 2016年                   | 2017年            | 2018年            |
| 举办公布                    | 4月26日          | 3月25日          | 3月29日          | 3月25日          | 3月27日          | 3月22日          | 3月18日           | 3月21日                  | 3月20日           | 1月21日           |
| 参选报名时间                | -                | -                | -                | -                | 3月31日 - 4月7日 | 3月31日 - 4月6日 | 3月25日 - 3月29日 | 3月23日 - 3月27日        | 3月25日 - 3月31日 | 3月23日 - 3月27日 |
| 投票期間                    | 6月23日 - 7月7日 | 5月25日 - 6月8日 | 5月24日 - 6月8日 | 5月22日 - 6月5日 | 5月21日 - 6月7日 | 5月20日 - 6月6日 | 5月19日 - 6月5日  | 5月31日 - 6月17日        | 5月30日 - 6月16日 | 5月29日 - 6月15日 |
| 投票权封入CD发行 及速報发表 | 6月24日          | 5月26日          | 5月25日          | 5月23日          | 5月22日          | 5月21日          | 5月20日           | 6月1日                   | 5月31日           | 5月30日           |
| 中間发表                    | 7月1日           | 6月2日           | -                | -                | -                | -                | -                 | -                        | -                 | -                 |
| 開票仪式                    | 7月8日           | 6月9日           | 6月9日           | 6月6日           | 6月8日           | 6月7日           | 6月6日            | 6月18日                  | 6月17日           | 6月16日           |
| 反应选举结果的单曲发行      | 8月26日          | 8月18日          | 8月24日          | 8月29日          | 8月21日          | 8月27日          | 8月26日           | 8月31日                  | 8月30日           | 9月19日           |
| 之后举办的 相关演唱会       | -                | -                | -                | -                | -                | -                | 6月7日            | 8月7日（第一党） 9月15日 | 10月8日           |                   |
| 選拔總選舉延長战            | -                | -                | -                | -                | -                | -                | -                 | 9月15日                  | 10月8日           |                   |

## 記錄
當選次數最多者
※標示粗體為歷屆參選均進入單曲選拔組者。
10次 - 松井珠理奈、峯岸南
參選次數最多者
10次 - 內山命、大家志津香、齊藤真木子、高柳明音、松井珠理奈、峯岸南、宮崎美穗
初次參選即進入榜內者
※不包括第1屆。標示粗體為歷屆參選均進入榜內者。
第2屆
- 島崎遙香（第28名）、山內鈴蘭（第36名）、石黑貴己（第40名）

第3屆
- 山本彩（第28名）、市川美織（第39名）

第4屆
- 田野優花（第45名）、宮脇咲良（第47名）、武藤十夢（第49名）

第5屆
- 田島芽瑠（第55名）、朝長美櫻（第59名）

第6屆
- 生駒里奈（第14名）

第7屆
- 無。

第8屆
- 加藤美南（第76名）

第9屆
- 武藤小麟（第55名）、豐永阿紀（第79名）

第10屆
- Cherpang（第39名）、Music（第72名）

歷屆總得票數
| 屆次 | 得票數            |
| ---- | ----------------- |
| 1    | 未統計[42][注 15] |
| 2    | 0377,786票[42]    |
| 3    | 1,166,145票[42]   |
| 4    | 1,384,122票[42]   |
| 5    | 2,646,847票[42]   |
| 6    | 2,689,427票[42]   |
| 7    | 3,287,736票[42]   |
| 8    | 3,255,400票[43]   |
| 9    | 3,382,368票[44]   |
| 10   | 3,836,652票[45]   |

## 開票活動轉播
AKB48選拔總選舉的開票活動，曾透過電影院、地面電視（富士電視台）、衛星電視（BS Sky PerfecTV!）、網路串流等4種媒體平台進行現場直播。
第2届与第3届时，于电影院进行了银幕直播。自2012年的第4届起由富士电视台以《AKB48（選拔）總選舉 直播特別節目》（AKB48（選抜）総選挙 生放送SP）为题製播，并于其联播网内播出。BS Sky PerfecTV!在2014年的第6届时进行了全程直播、但在2015年以后则直播到地面电视直播开始后就结束播出（也有稍延时的情况）。具体直播日期请参考上述「过程」章節。
本章節提及之時間均以日本標準時間（UTC+9）為單位。
| 届 | 标题                                                         | 上映                                                                                          | 备注          |
| -- | ------------------------------------------------------------ | --------------------------------------------------------------------------------------------- | ------------- |
| 2  | 直播！AKB48第17张单曲选拔总选举“向母亲发誓，这是真的” （生中継!AKB48 17thシングル 選抜総選挙「母さんに誓って、ガチです」）   | 日本全国29家电影院                                                                            | [ 47 ] [ 48 ] |
| 3  | 直播！AKB48第22张单曲选拔总选举（第3届AKB48选拔总选举） （生中継!AKB48 22ndシングル選抜総選挙（第3回AKB48選抜総選挙）） | 日本：86家电影院之97银幕 香港：3家电影院之3银幕 台湾：3家电影院之5银幕 韩国：1家电影院之1银幕 | [ 49 ] [ 50 ] |

| 届 | 直播网站                                                                                            | 备注             |
| -- | --------------------------------------------------------------------------------------------------- | ---------------- |
| 4  | AKB选拔总选举+1专页 （Google+ / AKB48官方YouTube频道）                                              | [ 52 ] [ 注 16 ] |
| 8  | （中国）花椒直播                                                                                    | [ 53 ]           |
| 9  | （中国）酷狗音乐 / 腾讯视频                                                                         | [ 54 ]           |
| 10 | （世界）AKB48官方YouTube頻道 （中国）腾讯视频 （泰國）Workpoint TV官方YouTube頻道及官方Facebook专页 | [ 55 ] [ 56 ]    |

| 届 | 播出时间                    | 节目标题                               | 出演 | 收视率    | 收视率   | 备注                 |
| 届 | 播出时间                    | 节目标题                               | 出演 | 平均      | 瞬間最高 | 备注                 |
| --- | --------------------------- | -------------------------------------- | --- | --------- | -------- | -------------------- |
| 4 | 19:00 - 21:09               | AKB48 第4届选拔总选举直播特別节目 （AKB48 第4回選抜総選挙生放送SP） | 主持人：伊藤利尋、山﨑夕贵 嘉宾：前田敦子、關根勤、山里亮太、茂木健一郎 武道館现场主播：渡辺和洋                                  | 18.7%     | 28.0%    | [ 59 ] [ 60 ] [ 61 ] |
| 5 | 18:30 - 23:10               | AKB48第5届选拔总选举 直播特別节目 （AKB48第5回選抜総選挙 生放送SP） | 主持人：宮根誠司、加藤綾子 嘉宾：榊原郁恵、關根勤、千原Junior、Terry伊藤、茂木健一郎、山里亮太 记者：渡辺和洋、佐野瑞樹、中村光宏 | 20.3% (2) | 32.7%    | [ 63 ] [ 64 ]        |
| 6 | 17:00 - 17:30 18:30 - 23:10 | AKB48第6届选拔总选举 直播特別节目 （AKB48第6回選抜総選挙 生放送SP） | 主持人：宮根誠司、加藤綾子 嘉宾：大島優子、關根勤、莉莉·弗兰奇、大久保佳代子 记者：渡辺和洋、佐野瑞樹、木下康太郎                 | 16.2% (2) | 28.7%    | [ 66 ] [ 67 ]        |
| 7 | 18:30 - 21:54               | AKB48总选举特別节目2015 （AKB48総選挙SP2015）           | 主持人：宮根誠司、加藤綾子 嘉宾：小嶋陽菜、坂上忍、山村紅葉、三田寛子、Terry伊藤、後藤輝基、陣内智則、岩本輝雄 记者：渡辺和洋     | 18.8% (3) | 23.4%    | [ 69 ]               |
| 8 | 18:30 - 21:24               | 第8届AKB48总选举特別节目 （第8回AKB48総選挙SP）          | 主持人：宮根誠司、三田友梨佳 嘉宾：小林幸子、高橋南、武井壮、足球时间、吉川美代子                                                 | 17.6% (3) | 19.9%    | [ 71 ]               |
| 9 | 19:00 - 21:24               | 第9届AKB48总选举特別节目 （第9回AKB48総選挙SP）          | 主持人：宮根誠司、三田友梨佳 嘉宾：小嶋陽菜、中尾美禰、Mitz Mangrove 现场记者：木村拓也                                           | 13.2% (2) | 16.2%    | [ 73 ]               |
| 10 | 19:00 - 21:24               | 第10届AKB48世界选拔总选举2018 （第10回AKB48世界選抜総選挙2018）     | 主持人：宮根誠司、三田友梨佳 嘉宾：指原莉乃（同時負責副聲道解說）、Mitz Mangrove、長嶋一茂                                        |           |          | [ 74 ]               |
| 表中收视率由Video Research调查、为关东地区全年龄段数据。节目分部播出时记载的收视率为平均收视率最高之部。 |                             |                                        | |           |          |                      |

| 届 | 播出时间         | 节目标题                                                             | 备注             |
| -- | ---------------- | -------------------------------------------------------------------- | ---------------- |
| 6  | 16:30 - 活动结束 | AKB48第37张单曲选拔总选举 完整現場直播 （AKB48 37th シングル選抜総選挙 完全生中継）                          | [ 46 ] [ 注 18 ] |
| 7  | 15:00 - 19:00    | AKB48第41张单曲选拔总选举 ～自第1部起到下午7点止現場直播～ （AKB48 41stシングル 選抜総選挙 〜第1部から午後7時まで生中継〜）      | [ 注 19 ]        |
| 8  | 12:00 - 19:00    | AKB48第45张单曲选拔总选举 ～自演唱会起到下午7点止現場直播～ （AKB48 45thシングル 選抜総選挙 〜コンサートから午後7時まで生中継〜）     | [ 注 20 ]        |
| 9  | 12:30 - 19:00    | AKB48第49张单曲选拔总选举 ～自演唱会起到下午7点止現場直播～ （AKB48 49thシングル 選抜総選挙 〜コンサートから午後7時まで〜）     | [ 注 21 ]        |
| 10 | 10:30 - 20:00    | AKB48第53张单曲选拔总选举 ～自演唱会起到下午8点止獨家現場直播～ （AKB48 53rdシングル 選抜総選挙 〜コンサートから午後8時まで独占生中継〜） | [ 注 22 ]        |

## AKB48選拔總選舉博物館
AKB48選拔總選舉博物館（AKB48選抜総選挙ミュージアム）是一项与AKB48選拔總選舉相关的展览会。其中会展出服装、总选举海报、第1名的椅子以及获得第1名的成员之肖像画等展品。该活动自2013年至2016年都有开展，但2017年因各种原因并未举办，2018年則是沒有宣布任何舉辦的消息。
| 回 | 开展时间                | 会場                  | 备注   |
| -- | ----------------------- | --------------------- | ------ |
| 1  | 2013年6月4日 - 6月16日  | BELLESALLE 秋叶原（） | [ 81 ] |
| 2  | 2014年5月30日 - 6月15日 | BELLESALLE 秋叶原     | [ 84 ] |
| 3  | 2015年6月3日 - 6月21日  | 3331 Arts Chiyoda     | [ 85 ] |
| 3  | 2015年6月5日 - 6月7日   | HKT48劇場（当时）     | [ 85 ] |
| 4  | 2016年6月2日 - 6月12日  | PARCO博物馆（）       | [ 82 ] |
| 4  | 2016年6月14日 - 6月26日 | 東京晴空街道（）      | [ 82 ] |

### 文獻
1. ↑  J-PlatPat 特許情報プラットフォーム （页面存档备份，存于）  商標出願・登録情報 第5655187号,第5657674号
2. 1 2   [AKB48世界選拔總選舉，TPE48有5人報名參選　移籍成員則是？＜海外各團報名參選者列表＞]. modelpress (Netnative Inc.). 2018-03-30  [2018-04-25]. （原始内容存档于2018-04-24） （日语）.
3. ↑  「粉絲用語 初級篇 總選舉」 - 《AKB48官方日記 2013-2014》，pia，2013年3月6日。 ISBN 978-4-8356-1826-5
4. 1 2   [「第8屆AKB48選拔總選舉」全順位發表＜第1～80名＞]. modelpress (Netnative Inc.). 2016-06-18  [2018-04-25]. （原始内容存档于2018-04-24） （日语）.
5. ↑  . Sponichi Annex (スポーツニッポン新聞社). 2017-06-17  [2017-06-17]. （原始内容存档于2017-06-17） （日语）.
6. ↑  第10屆AKB48世界選拔總選舉，台壓盤首度參戰！！. Warner Music Taiwan JPOP於Facebook. 2018-04-25 [2018-04-25] （繁體中文）.
7. ↑  . Mynavi News（日语：マイナビニュース） (Mynavi). 2017-06-17  [2017-06-17]. （原始内容存档于2017-09-05） （日语）.
8. ↑  . モデルプレス (ネットネイティブ). 2013-04-08  [2017-04-30]. （原始内容存档于2017-09-05） （日语）.
9. ↑  . ORICON STYLE (oricon ME). 2015-03-25  [2017-04-30]. （原始内容存档于2017-09-05） （日语）.
10. 1 2  . 音楽ナタリー (ナターシャ). 2014-03-23  [2017-04-30]. （原始内容存档于2017-09-05） （日语）.
11. ↑  「AKB48 37thシングル選抜総選挙のしくみ」AKB48グループ『AKB48総選挙公式ガイドブック 2014』講談社MOOK、2014年5月14日、p. 4。 ISBN 978-4-06-389832-3
12. ↑  「AKB48 49thシングル選抜総選挙のしくみ」FRIDAY編集部編 AKB48グループ著『AKB48総選挙公式ガイドブック 2017』 講談社MOOK、2017年5月17日、p. 4。ISBN 978-4-06-509565-2
13. 1 2 3  . TOWER RECORDS ONLINE (タワーレコード). 2013-03-27  [2017-04-30]. （原始内容存档于2017-09-05） （日语）.
14. 1 2  . ORICON NEWS (oricon ME). 2018-03-19  [2018-03-25]. （原始内容存档于2018-03-20） （日语）.
15. ↑  . ORICON STYLE (oricon ME). 2015-03-20  [2017-04-30]. （原始内容存档于2017-09-05） （日语）.
16. ↑  . モデルプレス (ネットネイティブ). 2016-03-21  [2017-04-30]. （原始内容存档于2017-09-05） （日语）.
17. ↑  . AKB48官方部落格. 2017-04-30  [2017-04-30]. （原始内容存档于2017-05-15） （日语）.
18. ↑  . ORICON NEWS (oricon ME). 2017-03-20  [2017-04-30]. （原始内容存档于2017-04-26） （日语）.
. デイリースポーツ online (デイリースポーツ). 2017-03-23  [2017-04-30]. （原始内容存档于2017-03-23） （日语）.
. AKB48オフィシャルブログ. 2017-04-30  [2017-04-30]. （原始内容存档于2017-05-15） （日语）.
19. ↑  . AKB48オフィシャルブログ. 2018-03-19  [2018-03-19]. （原始内容存档于2018-04-08） （日语）.
20. ↑  . webザテレビジョン (KADOKAWA). 2013-03-27  [2017-05-15]. （原始内容存档于2017-09-05） （日语）.
21. ↑  . E-TALENTBANK (イータレントバンク). 2017-04-13  [2017-06-10]. （原始内容存档于2017-09-05） （日语）.
22. 1 2 3 4  . ORICON STYLE (oricon ME). 2015-04-04  [2017-05-15]. （原始内容存档于2017-09-05） （日语）.
23. 1 2  . モデルプレス (ネットネイティブ). 2017-04-03  [2017-05-15]. （原始内容存档于2017-09-05） （日语）.
24. ↑  . nikkansports.com (日刊體育新聞社). 2017-04-13  [2017-05-29]. （原始内容存档于2017-04-13） （日语）.
25. ↑  徳重辰典. . BuzzFeed News (BuzzFeed Japan). 2017-05-17  [2017-06-10]. （原始内容存档于2017-05-18） （日语）.
26. ↑  . nikkansports.com (日刊體育新聞社). 2017-06-02  [2017-06-10]. （原始内容存档于2017-08-22） （日语）.
27. ↑  高柳明音.   (访谈). 2014-06-10  [2017-06-10].  BUBKA Web. （原始内容存档于2017-08-22） （日语）.
28. ↑  . モデルプレス (ネットネイティブ). 2017-05-11  [2017-06-10]. （原始内容存档于2017-08-22） （日语）.
29. ↑  . nikkansports.com (日刊體育新聞社). 2017-03-31  [2017-06-10]. （原始内容存档于2017-04-02） （日语）.
30. 1 2   [AKB48第53張單曲世界選拔總選舉　投票相關訊息]. AKB48 Official Blog. Ameba Blog. 2018-04-25  [2018-04-26]. （原始内容存档于2018-04-25） （日语）.
31. ↑  . 音樂natalie (Natasha Inc.). 2009-07-08  [2017-04-30]. （原始内容存档于2017-09-05） （日语）.
32. ↑  . 音楽ナタリー (ナターシャ). 2010-06-09  [2017-04-30]. （原始内容存档于2017-09-05） （日语）.
33. 1 2  . 音楽ナタリー (ナターシャ). 2011-06-10  [2017-04-30]. （原始内容存档于2011-06-12） （日语）.
34. ↑  . 映画.com (エイガ・ドット・コム). 2012-06-06  [2017-04-30]. （原始内容存档于2017-09-05） （日语）.
35. ↑  . マイナビニュース (マイナビ). 2013-06-09  [2017-04-30]. （原始内容存档于2017-09-05） （日语）.
36. ↑  . ORICON STYLE (oricon ME). 2014-06-07  [2017-04-30]. （原始内容存档于2014-09-22） （日语）.
37. ↑  . nikkansports.com (日刊スポーツ新聞社). 2015-06-07  [2017-04-30]. （原始内容存档于2017-09-05） （日语）.
38. ↑  . AKB48オフィシャルブログ. 2017-03-20  [2017-04-30]. （原始内容存档于2017-03-22） （日语）.
39. ↑  . モデルプレス (ネットネイティブ). 2018-03-19  [2018-03-19]. （原始内容存档于2018-03-19） （日语）.
40. ↑  YouTube上的【AKB48 第4回選抜総選挙 ウェイティングガールズ】掲載誌決定！/AKB48[公式]
41. ↑   [AKB總選舉初次發表「差一點圈內」的第81～100名　市川美織得知差88票進圈內後落淚]. ORICON STYLE (oricon ME inc.). 2016-09-16  [2018-04-26]. （原始内容存档于2018-04-25） （日语）.
42. 1 2 3 4 5 6 7  . ORICON NEWS (oricon ME). 2015-06-06  [2017-06-14]. （原始内容存档于2017-09-05） （日语）.
43. ↑  . SANSPO.COM (産経デジタル). 2016-06-20  [2017-06-14]. （原始内容存档于2017-09-05） （日语）.
44. ↑  . ORICON NEWS (oricon ME). 2017-06-17  [2017-06-29]. （原始内容存档于2017-06-21） （日语）.
45. ↑  . サンケイスポーツ. 2018-06-17  [2018-06-18]. （原始内容存档于2018-06-17） （日语）.
46. 1 2   (新闻稿). スカパーJSAT. 2014-05-22  [2017-10-04] （日语）.[永久]
47. ↑  . BARKS. 2010-05-17  [2017-10-04]. （原始内容存档于2017-10-05） （日语）.
48. ↑  . Livespire. ソニーPCL.   [2017-10-04]. （原始内容存档于2017-10-05） （日语）.
49. ↑  . BARKS. 2011-06-09  [2017-10-04]. （原始内容存档于2017-10-05） （日语）.
50. ↑  . Livespire. ソニーPCL.   [2017-10-04]. （原始内容存档于2017-10-05） （日语）.
51. ↑  . 音楽ナタリー (ナターシャ). 2012-06-07  [2017-10-04]. （原始内容存档于2013-06-05） （日语）.
52. ↑  . ORICON STYLE (oricon ME). 2012-06-03  [2017-10-04]. （原始内容存档于2017-10-05） （日语）.
53. ↑  . 人民網日本語版 (人民日報社). 2016-06-20  [2017-10-04]. （原始内容存档于2016-10-06） （日语）.
54. ↑  . Record China. 2017-06-17  [2017-10-04]. （原始内容存档于2017-10-05） （日语）.
55. ↑  . 腾讯视频. 2018-06-06  [2018-06-07]. （原始内容存档于2018-06-12）.
56. ↑  . Workpoint Entertainment官方Facebook. 2018-05-30  [2018-06-08]. （原始内容存档于2019-02-15）.
57. ↑  . モデルプレス (ネットネイティブ). 2018-05-21  [2018-05-21]. （原始内容存档于2018-05-21） （日语）.
58. ↑  福田麗. . シネマトゥデイ. 2012-06-07  [2018-05-21]. （原始内容存档于2018-05-22） （日语）.
59. ↑  . フジテレビジョン. 2012  [2017-10-04]. （原始内容存档于2015-12-10） （日语）.
60. ↑  . モデルプレス (ネットネイティブ). 2012-06-06  [2017-10-04]. （原始内容存档于2017-10-05） （日语）.
61. ↑  . ORICON STYLE (oricon ME). 2012-06-07  [2017-10-04]. （原始内容存档于2017-10-05） （日语）.
62. ↑  . Sponichi Annex (スポーツニッポン新聞社). 2013-06-11  [2018-05-21]. （原始内容存档于2016-04-13） （日语）.
63. ↑  . フジテレビジョン. 2013  [2017-10-04]. （原始内容存档于2017-04-18） （日语）.
64. ↑  . TOWER RECORDS ONLINE (タワーレコード). 2013-06-04  [2017-10-04]. （原始内容存档于2017-10-05） （日语）.
65. ↑  . Sponichi Annex (スポーツニッポン新聞社). 2014-06-10  [2018-05-21]. （原始内容存档于2018-06-12） （日语）.
66. ↑  . フジテレビジョン.   [2017-10-04]. （原始内容存档于2014-06-21） （日语）.
67. ↑  . ザテレビジョン (KADOKAWA). 2014-05-21  [2017-10-04]. （原始内容存档于2017-10-05） （日语）.
68. ↑  . テレビドガッチ (プレゼントキャスト). 2015-06-08  [2018-05-21]. （原始内容存档于2018-05-22） （日语）.
69. ↑  . フジテレビジョン.   [2017-10-04]. （原始内容存档于2015-06-06） （日语）.
70. ↑  . ORICON STYLE (oricon ME). 2016-06-20  [2018-05-21]. （原始内容存档于2018-05-22） （日语）.
71. ↑  . ORICON STYLE (oricon ME). 2016-06-10  [2017-10-04]. （原始内容存档于2017-10-05） （日语）.
72. ↑  . モデルプレス (ネットネイティブ). 2017-06-19  [2018-05-21]. （原始内容存档于2018-05-22） （日语）.
73. ↑  . 音楽ナタリー (ナターシャ). 2017-06-16  [2017-10-04]. （原始内容存档于2017-10-05） （日语）.
74. ↑  . ORICON NEWS (oricon ME). 2018-05-21  [2018-05-21]. （原始内容存档于2018-05-22） （日语）.
75. ↑  . スカパー!. スカパーJSAT.   [2017-10-04]. （原始内容存档于2014-06-05） （日语）.
76. ↑  . スカパー!. スカパーJSAT.   [2017-10-04]. （原始内容存档于2015-06-09） （日语）.
77. ↑   (新闻稿). スカパーJSAT. 2015-06-10  [2017-10-04] （日语）.[永久]
78. ↑   (PDF) (新闻稿). スカパーJSAT. 2017-06-16  [2017-10-04]. （原始内容存档于2017-10-05） （日语）.
79. ↑    (新闻稿). スカパーJSAT. 2017-06-10  [2017-10-04]. （原始内容存档于2017-10-05） （日语）.
80. ↑  . ホミニス (スカパーJSAT). 2018-05-21  [2018-05-21]. （原始内容存档于2018-05-21） （日语）.
81. 1 2  篠崎聡. . ウレぴあ総研 (ぴあ). 2013-06-05  [2017-06-10]. （原始内容存档于2017-09-05） （日语）.
82. 1 2  . Smartザテレビジョン (KADOKAWA). 2016-06-02  [2017-06-10]. （原始内容存档于2017-09-05） （日语）.
83. ↑  細井孝宏. . Twitter. 2017-05-23  [2017-06-10]. （原始内容存档于2019-02-15） （日语）.
84. ↑  . 音楽ナタリー (ナターシャ). 2014-05-29  [2017-06-10]. （原始内容存档于2017-09-05） （日语）.
85. ↑  . ORICON STYLE (oricon ME). 2015-05-29  [2017-06-10]. （原始内容存档于2017-09-05） （日语）.

## 相關項目
- AKB48集團猜拳大會（日语：AKB48グループじゃんけん大会）
- 第67回NHK紅白歌合戰 - 該節目舉行仿效AKB48選拔總選舉的「AKB48 夢之紅白選拔」企劃活動。
- AKB48公演列表 - 收錄有AKB48「樂曲總選舉」之稱的「重溫時間」（リクアワ）歌曲票選活動。

## 外部鏈結
- AKB48第53張單曲世界選拔總選舉 官方網頁 （页面存档备份，存于） - AKB48官方網站 （日語）
  - HISTORY 總選舉的歷史 （页面存档备份，存于）
- AKB48第49張單曲選拔總選舉 官方網頁 （页面存档备份，存于） - AKB48官方網站 （日語）